# Golden Gate Quartet
Il Golden Gate Quartet, noto anche come Golden Gate Jubilee Quartet, è stato un gruppo di musica gospel fondato a Norfolk in Virginia nel 1937 e uno dei gruppi afro-americani gospel di maggior successo.

## Formazione
Il gruppo, che appartiene alla musica della Virginia, nacque con il nome di Golden Gate Jubilee Quartet a Norfolk, Virginia, nel 1934 con A. C. "Eddie" Griffin, Robert "Peg" Ford, Henry Owens e Bill Johnson. Iniziarono come un tradizionale Jubilee quartet, passando a uno stile più vicino ai barbershop quartet con ritmi ripresi dal blues e dal jazz.
La composizione del gruppo variò negli anni quando durante la guerra alcuni elementi furono sostituiti e nuovi entrarono per sostituire quelli che si erano ritirati o che avevano deciso di unirsi ad altri gruppi.
Il quartetto è apparso in film come Signorine, non guardate i marinai (Star Spangled Rhythm, 1942), Hit Parade of 1943 (1943), Ho baciato una stella (Hollywood Canteen, 1944), e nel film di Danny Kaye Venere e il professore (A Song Is Born, 1948). In quest'ultimo film eseguirono le canzoni Joshua Fit the Battle of Jericho e, con Louis Armstrong e Virginia Mayo, la canzone A Song Is Born.
Il Golden Gate Quartet è stato inserito nella Vocal Group Hall of Fame nel 1998.